# Lerista bougainvillii
Lerista bougainvillii — вид сцинкоподібних ящірок родини сцинкових (Scincidae). Ендемік Австралії. Вид названий на честь французького морського офіцера Гіацинта де Бугенвіля.

## Поширення й екологія
Lerista bougainvillii поширені від гір Фліндерс і півострова Ейр у Південній Австралії до Вікторії, ізольовані популяції мешкають також у горах Великого Вододільного хребта в штаті Новий Південний Уельс, на південному сході Вікторії, на деяких островах Бассової протоки та на північному сході Тасманії. Вони живуть у сухих склерофітних лісах і рідколіссях. Lerista bougainvillii є одними з небагатьох видів ящірок, які можуть розмножуватися різними способами: деякі популяції є живородними, а деякі відкладають яйця.